# Sheila (cantora)
Nota: Para outros significados de Sheila, ver (Sheila, desambiguação)
Sheila, nascida Annie Chancel (Créteil, França, 16 de agosto de 1945), é uma cantora pop francesa, que se tornou sucesso como artista solo nos anos 1960 e 1970 e posteriormente no fim da década de 70, participando do grupo Sheila & B. Devotion. Sheila já vendeu mais de 24.000.000  cópias na França e foi o artista que mais vendeu discos na França nos anos 1960 e 1970.
Seu nome artístico "Sheila" veio do título de seu primeiro lançamento.

## Carreira
Sheila começou sua carreira musical em 1962, depois de ser notada por Claude Carrère, um produtor musical e compositor francês. Desde que ela tinha 16 anos, seus pais assinaram um contrato com Carrère. Esta colaboração artística durou mais de 20 anos e em 1995, uma ação pos fim a esse acordo vitalício e ela finalmente venceu uma batalha contra royalties de seu ex-produtor.
Depois de mais de uma década segmentando o público adolescente francês, espanhol, alemão e italiano, Sheila fez uma reviravolta em sua carreira lançando Les Femmes (Qu'y at-il dans le coeur des femmes). A canção subiu nas paradas com o primeiro lugar por três meses. Em 1977, ela começou cantar em inglês, surgindo o grupo Sheila e B. Devotion,  sendo acompanhada por três dançarinos que compunham a "Devoção Negra" e aderindo a Disco Music. Ela fez sucesso internacional com os hits como "Singin' in the rain", "Love me baby", "You light my fire" e "Spacer".
Parte de "Spacer" foi utilizada em 2001 na música "Crying at the Discothèque" do grupo sueco Alcazar. "Spacer" é um dos seus maiores hits com mais de 5 milhões de cópias vendidas em todo o mundo. De acordo com diversas entrevistas, ela disse que sua experiência com o grupo Chic mudou completamente sua maneira de trabalhar e cantar. Era o início de um profundo desacordo artístico com o produtor francês Carrère. Ela então decidiu deixar a França, se mudou para Nova York "para começar tudo de novo" e estudar no Actors Studio.
Após o período Disco, Sheila (sem o "B. Devotion") gravou um álbum de rock em 1981 chamado de "Little Darlin", produzido por Keith Olsen (Pat Benatar, Blondie, Fleetwood Mac) e voltou à Billboard dos EUA. Este álbum é considerado por muitos fãs como um dos seus melhores trabalhos.
Ela colocou um fim à sua colaboração artística com o seu gerente Carrere no início da década de 1980 e sob nova direção musical em 1983, quando conheceu Yves Martin, compositor e produtor que se tornou mais tarde seu marido. Ela gravou 3 álbuns sob sua direção entre 1983 e 1988 e suas novas músicas foram duramente criticadas. Sheila abandonou a carreira musical entre 1989 e 1998. Durante esta pausa, ela escreveu três livros, teve um próprio programa de TV regular, uma série de TV e começou a fazer esculturas.
No entanto Sheila teve um retorno na música em 1998 com um novo CD de regravações de alguns de seus hits e novas músicas. O disco foi ouro após um mês de lançamento. Graças a este sucesso inesperado, um outro CD chamado "Dense" foi lançado um ano mais tarde, com músicas novas.
Em 2005, ela assinou um contrato com a Warner Music France após muitos anos de negociação.
Seu álbum "Little Darlin" foi remasterizado e lançado no Japão em janeiro de 2011 em SHM-CD. Esta reedição é a réplica do LP original com capa japonesa. As fotos e obras de arte são completamente diferentes das outras prensagens internacionais. Também contém o título "Prision", como na primeira versão japonesa em 1981 (ela permaneceu desconhecida em outros mercados até 1996).
Sheila comemorou 50 anos de carreira em 2012.

## Discografia
Entre a sua discografia encontram-se: 

### Álbuns
- "Le Sifflet Des Copains" (1963)
- "Ecoute Ce Disque" (1964)
- "Tous Les Deux" (1965)
- "Toujours Des Beaux Jours" (1965)
- "L'Heure De La Sortie" (1966)
- "Dans Une Heure" (1967)
- "Long Sera L'Hiver" (1968)
- "Oncle Jo" (1969)
- "Reviens Je T'Aime" (1970)
- "Love" (1971)
- "Poupée De Porcelaine" (1972)
- "Les Gondoles A Venise" (1973)
- "Sheila & Ringo" (1974)
- "Quel Tempérament De Feu" (1975)
- "L'Amour Qui Brûle En Moi" (1976)
- "Singin' in the Rain" or "Love Me Baby" (in certain countries) (1977)
- "SB Devotion" (1979)
- "King of the World" (1980)
- "Pilote Sur Les Ondes" (1980)
- "Little Darlin'" (1981)
- "On dit" (1983)
- "Je suis comme toi" (1984)
- "Zenith 85" (1985)
- "Tendances" (1988)
- "Olympia – Je Suis Venue Te Dire Que Je M'En Vais" (1989)
- "Le Meilleur" (1998) Re-recordings of her greatest hits and new songs
- "Live At The Olympia" (1999)
- "Dense" (1999)
- "Seulement pour toi" (2002)
- "Jamais Deux Sans Toi" (Live at the Olympia) (2002)
- "Enfin Disponible" (Live at the Cabaret Sauvage") (2007)
- "Solide" (2012)

### Singles
- "Sheila" (1962)
- "L'Ecole Est Finie" (1963)
- "Pendant Les Vacances" (1963)
- "Le Sifflet Des Copains" (1963)
- "La Chorale" (1964)
- "Chaque Instant De Chaque Jour" (1964)
- "Vous Les Copains, Je Ne Vous Oublierai Jamais" / "Ecoute Ce Disque" (1964)
- "Toujours Des Beaux Jours" (1965)
- "C'est Toi Que J'Aime" (1965)
- "Devant Le Juke-Box" (with AKIM) (1965)
- "Le Folklore Américain" (1965)
- "Le Cinéma" (1966)
- "Bang Bang" (1966) cover of Cher's hit
- "L'Heure De La Sortie" (1966)
- "La Famille" (1967)
- "Adios Amor" (1967)
- "Le Kilt" (1967)
- "Quand Une Fille Aime Un Garçon" / "Dalila" (1968)
- "Petite Fille De Français Moyen" (1968)
- "La Vamp" (1968)
- "Arlequin" (1969)
- "Love Maestro Please" / "La Colline De Santa Maria" (1969)
- "Oncle Jo" (1969)
- "Julietta" (1970)
- "Ma Vie A T'Aimer" (1970)
- "Reviens Je T'Aime" (1970)
- "Les Rois mages" (1971)
- "Blancs, Jaunes, Rouges, Noirs" (1971)
- "J'Adore" (with Aldo Maccione)(1971)
- "Sanson Et Dalila" (1972)
- "Le Mari De Mama" (1972)
- "Poupée De Porcelaine" (1972)
- "Les Gondoles A Venise" (1973)
- "Adam Et Eve" (1973)
- "Mélancolie" (1974)
- "Le Couple" (1974)
- "Tu es le soleil" (1974)
- "Ne Fais Pas Tanguer Le Bateau" (1974)
- "C'est Le Cœur" (1975)
- "Aimer Avant De Mourir" (1975)
- "Quel Tempérament de Feu" (1975)
- "Un Prince En Exil" (1976)
- "Patrick Mon Chéri" (1976)
- "Les Femmes" (1976)
- "L'Amour Qui Brûle En Moi (1976)
- "L'Arche De Noé" (1977)
- "Love Me Baby" (primeira prensagem como 'S.B.Devotion')(1977)
- "Love Me Baby" (primeira prensagem como 'Sheila B.Devotion')(1977)
- "Singin' in the Rain" (1978) UK # 11 – como 'Sheila B. Devotion'
- "I Don't Need A Doctor" (1978) como 'Sheila B. Devotion'
- "Hotel De La Plage" (OST) (1978) como 'Sheila B. Devotion'
- "Kennedy Airport" (1978)
- "You Light My Fire" (1978) UK #44 – como 'Sheila B. Devotion'
- "Seven Lonely Days" (1979) como 'Sheila B. Devotion'
- "Seven Lonely Days" (New American Recording) (1979) como 'Sheila B. Devotion'
- "No No No No" (1979) como 'S.B. Devotion'
- "Spacer" (1979) UK #18 – como 'Sheila and B. Devotion'
- "King of the World" (1980) como 'Sheila B. Devotion'
- "Pilote Sur Les Ondes" (1980)
- "Les Sommets Blancs De Wolfgang" (1980)
- "Et Ne La Ramène Pas" (1981)
- "Little Darlin'" (1981) 'Sheila'
- "Runner" (1981) como 'Sheila'
- "Une Affaire d'Amour" (1981)
- "La Tendresse d'Un Homme" (1982)
- "Glori, Gloria" (1982)
- "Tangue Au" (1983)
- "Vis Vas" (12" single only) (1983)
- "Emmenez-Moi" (1983)
- "Jeannie" (1984)
- "Le Film A L'Envers" (1984)
- "Je Suis Comme Toi" (1985)
- "Chanteur De Funky" (1985)
- "Comme Aujourd'Hui" (1987)
- "C'est Ma vie" (1987)
- "Pour Te Retrouver" (1988)
- "Fragile" (1988)
- "Partir" (1989)
- "Le Tam-Tam Du Vent" (new version) (1989)
- "Spacer" (remix by Dimitri from Paris) (1992)
- "On S'Dit Plus Rien" (1992)
- "Spacer" (new recording) (1998)
- "Les Rois Mages 98" (Melchior single mix) (1998)
- "Les Rois Mages 98" (Version Salsa) (1998)
- "Medley Disco" (1999)
- "Dense" (1999)
- "Love Will Keep Us Together" (2000)
- "Toutes Ces Vies" (2002)
- "L'Amour Pour Seule Prière" (2006)